# Aleksej Kolokol'cev
Aleksej Alekseevič Kolokol'cev (in russo Алексей Алексеевич Колокольцев?; Anžero-Sudžensk, 3 dicembre 1962) è un ex sollevatore sovietico che ha gareggiato nella categoria dei pesi mosca (fino a 52 kg.).

## Carriera
Iniziò a praticare sollevamento pesi all'età di 14 anni, diventando intorno alla metà degli anni '80 uno dei migliori atleti dell'URSS nella sua categoria.
Nel 1986 fu convocato ai Campionati mondiali di Sofia dove riuscì a vincere la medaglia di bronzo con 250 kg. nel totale, dietro al bulgaro Sevdalin Marinov (257,5 kg.) e al polacco Jacek Gutowski (252,5 kg.).
L'anno successivo vinse il suo unico titolo nazionale sovietico.
Nel 1992 si ritirò dall'attività agonistica.